# Svensk-franska konstgalleriet
Svensk-franska konstgalleriet i Stockholm var ett konstgalleri, som öppnade 1918 på Sturegatan och drevs av gymnastikdirektören Gösta Olson. Detta galleri kom att på sin tid bli en av de viktigare institutionerna för att introducera franska konstnärer, från Renoir och Cézanne till Picasso, Braque och Matisse, för den svenska allmänheten. Gösta Olson introducerade också det franska systemet med att ha kontrakt med konstnärerna, dessa fick månadslön mot att hela deras produktion överlämnades till galleriet. Några av de konstnärer, som var bundna till galleriet, bland andra Sven Erixson, kom att bryta sig loss och starta sin egen ekonomiska förening Färg och form 1932. Svensk-franska Konstgalleriet skulle under 1930-talet för stockholmspubliken introducera västsvenska konstnärer som exempelvis Ragnar Sandberg och Inge Schiöler.
Källa: 
Svenskt biografiskt lexikon